# Shinji Takehara
Shinji Takehara (jap. 竹原 慎二, Takehara Shinji; * 25. Januar 1972 in der Präfektur Hiroshima) ist ein ehemaliger japanischer Profiboxer und ehemaliger WBA-Weltmeister im Mittelgewicht. Er ist Japans erster Profiweltmeister dieser Gewichtsklasse und blieb einziger Mittelgewichtstitelträger Japans bis Oktober 2017, als Ryōta Murata ebenfalls den WBA-Titel erkämpfen konnte.

## Boxkarriere
Takehara gab am 15. Mai 1989 mit einem K. o.-Sieg in der vierten Runde gegen Masao Tadano sein Profidebüt. Bis Juli 1991 gewann er neun weitere Kämpfe, davon acht durch Knockout. Am 28. Oktober 1991 wurde er mit einem K.-o.-Sieg in Runde 7 gegen Takehito Saijo (12-3), Japanischer Meister im Mittelgewicht. Er verteidigte den Titel anschließend durch K. o. in der zweiten Runde gegen Hisashi Teraji (6-0), durch K. o. in der fünften Runde gegen Satoshi Yokozaki (8-10), sowie nach Punkten gegen Yoshinori Nishizawa (6-5) und Biney Martin (11-1).
Am 24. Mai 1993 gewann er durch K. o. in der zwölften Runde gegen den ungeschlagenen Sung Chun Lee, den Oriental-pazifischen Meistertitel (OPBF) im Mittelgewicht. Er bestritt anschließend sieben erfolgreiche Titelverteidigungen, davon fünf durch Knockout.
Am 19. Dezember 1995 erhielt er eine WM-Titelchance der WBA im Mittelgewicht gegen den Argentinier und haushohen Favoriten Jorge Fernando Castro (98-4, 68 K. o.). Takehara beherrschte den anschließenden Kampf deutlich und hatte den Titelverteidiger auch am Boden, ehe er nach den vollen zwölf Runden zum einstimmigen Punktsieger (116:114, 118:112, 117:111) erklärt wurde. Am 24. Juni 1996 bestritt er seine erste Titelverteidigung gegen den ungeschlagenen US-Amerikaner William Joppy (21-0, 17 K. o.). Takehara musste sich dabei jedoch nach guter Vorstellung in der neunten Runde geschlagen geben; er wurde vom Ringrichter nach 2.29 Minuten aus dem Kampf genommen, nach dem er in der Ringecke nahezu verteidigungsunfähig schwere Treffer einstecken musste. Anschließend trat er vom aktiven Boxen zurück.
Zusammen mit Boxweltmeister Takanori Hatakeyama eröffnete er in Tokio einen Box- und Fitnessclub.
| Vorgänger    | Amt                                                                     | Nachfolger    |
| ------------ | ----------------------------------------------------------------------- | ------------- |
| Jorge Castro | Boxweltmeister im Mittelgewicht (WBA) 19. Dezember 1995 – 24. Juni 1996 | William Joppy |